# Лесные Туваны
Лесны́е Тува́ны (чув. Вăрманкас) — деревня Шумерлинского района Чувашии России.
Входит (с 2021 года) в Шумерлинский муниципальный округ, ранее в состав Туванского сельского поселения.

## География
Ближайшие населенные пункты
- д. Молгачкино ~ 2 км 54 м
- д. Малые Туваны ~ 2 км 798 м
- с. Туваны ~ 2 км 968 м
- д. Калиновка ~ 3 км 191 м
- д. Торханы ~ 3 км 223 м
- д. Пилешкасы ~ 3 км 914 м

Климат
Климат умеренно континентальный с продолжительной холодной зимой и тёплым летом. Средняя температура января −12,9 °C, июля 18,3 °C. За год в среднем выпадает до 552 мм осадков.

## История
Законом Чувашской Республики от 14.05.2021 № 31 к 24 мая 2021 году Туванское сельское поселение было упразднено и Лесные Туваны
вошли в состав Шумерлинского муниципального округа

## Население
| 2010 | 2012 |
| ---- | ---- |
| 407  | ↗523 |

## Инфраструктура
Личное подсобное хозяйство.

## Транспорт
Остановка общественного транспорта «Лесные Туваны»